# Monomalata
Monomalata — група багатоніжок у складі неповновусих, що виділяється в деяких класифікаціях, і об'єднує губоногих, двопарноногих і пауропод.
Загальними ознаками (синапоморфіями) групи відзначають такі:
1. Перша пара нижніх щелеп — максили перші — перетворена на непарне утворення, гнатохилярій, аналог нижньої губи комах, при цьому коксити максил зімкнуті між собою безпосередньо позаду гіпофаринкса і частково зростаються з ним; у Collifera, до того ж, з гнатохилярієм зливається непарний виступ стерніта його сегмента;
2. З яйця виходить нерухома «пупоїдна» стадія, яка, перелинявши, перетворюється на личинку I віку.

Особливістю Monomalata також є відсутність будь-яких придатків хвостового відділу — тельсона, однак полярності цієї ознаки не виявлено.

## Джерело
- Клюге Н. Ю. Современная систематика насекомых. Принципы систематики живых организмов и общая система насекомых с классификацией первичнобескрылых и древнекрылых. — Лань. — СПб., 2000.